# محمد بن عبد الله بن سعيد الخليلي
محمد بن عبد الله الخليلي إمام العمانيين في عمان الداخل في الفترة من 1919 وحتى وفاته عام 1954م. امتد عهده حوالي 35 سنة واشتهر باستقرار السلام والأمن الذي كانت من أهم أسبابه توقيع اتفاقية السيب مع سلطان سلطنة مسقط وعمان تيمور بن فيصل. كان الإمام على خطى أسلافه مقيمًا للحدود ومطبقًا أحكام الشريعة الإسلامية. بعد سنوات قليلة من إمامته أسس مدرسة للتعليم الديني، وكان يشرف عليها وعلى المتعلمين بنفسه، يضاف إلى هذا أنه كان متواضعا ويباسط الناس.
اختصر الشيخ البطاشي حياة الإمام في هذه الأبيات:
كان الخليلي الأجلّ السامي *** عُمِّرَ في إمامة الأنامِ
مقدار خمس وثلاثين سنة *** قد سار فيها سيرةً مستحسنة
وحينما به أضرَّ الكِبَرُ *** وضعف الجسم معاً والبصرُ
أرسل للأقيال والعباهل *** والعلماء ورؤساء القبائل
مشاوراً لهم بأن يستخلفا *** من بعده على القيام والوفا
شخصاً يقوم بإمامة الورى *** متبعاً فيها سبيل الأنورا
فرجّعوا الأمر إليه ورضوا *** بقوله وفي الأمور فوّضوا
فقال إنني أظن الخير في *** نجل علي غالبٌ وأصطفي
وأنـنـي جاعله عليكم *** خليفةً بعدي يقوم فيكمُ
فقبلوا مقاله واتفقوا *** طرّاً على استخلافه وأطبقوا
وكتبوا وثيقة الخلافةِ *** لغالبٍ بحضرة الجماعةِ
فوقّع الإمام بعدما ذكر *** على الكتاب وجميع من حضر
وبعد ما مات الإمام المرتضى *** أبو الخليل ولنحبه قضى
فـي عــام ألـف وثلثمائةِ *** ثلاثة سبعين عاما تمتِ
بنزوة وعند قبر المرشد *** قد دفنوه ناصر بن مرشدِ
تجمّعوا بأسرهم وبايعوا *** لغالبِ على رضى وتابعوا

## الإمامة في عمان
عرفت عمان منذ القدم نظام الإمامة، فبعد سقوط الدولة الأموية في عام 132 من هجرة رسول الله ﷺ كان ظهور أول إمامة بعمان بتنصيب الجلندى بن مسعود.
على امتداد التاريخ كان نظام الإمامة يظهر ويختفي في عمان وكان له الدور البارز والأهم على الساحة العمانية، فتمت مبايعة الأئمة بالشورى من قبل العلماء اتّباعًا لهدي الخلفاء الراشدين، وفي العصور المتأخرة من التاريخ قامت الإمامة من جديد عندما بايع العمانيون الإمام عزان بن قيس البوسعيدي عام 1868 ليكون إمامًا لغاية مقتله عام 1871م.
بعد وفاة الإمام عزان انقطعت الإمامة لمدة 40 سنة تقريبًا حتى ظهور نور الدين السالمي الذي سعى جاهدًا في إقامة الإمامة من جديد، فالتقى بالشيوخ وكاتبهم، ثم التقى بالشيخ حمير بن ناصر النبهاني شيخ مشايخ بني ريام في تنوف، فاستجاب وأظهر استعداده للقيام بأعباء التجهيز لقيام الإمامة.
بعدها تم تنصيب الإمام سالم بن راشد الخروصي بعد رفض شديد من قبله، لكنه هُدد بالقتل إن لم يقبل بالإمامة؛ لأن في ذلك تشتيتا لرأي الأمة وإضعافا لقوتها فقبل مرغما، وتم الاتفاق والبيعة في تنوف بنزوى عام 1913م - 1331هـ.
جاءت إمامته والأرض مظلمة *** والناس فوضى وأهل الجور ذؤبان
ثم بعد قيادته لهم ل7 أعوام توفي الإمام سالم مقتولا، وبعدها ب 3 أيام تم انتخاب محمد بن عبد الله الخليلي، وكان ذلك سنة 1919م – 1332هـ.

## مولد الإمام ونشأته
ولد الإمام محمد بن عبد الله الخليلي بولاية سمائل، ويقال كان مولده في قرية سحراء في سنة 1299 للهجرة.
نشأ في بادئ الأمر في حجر أبيه العلامة عبد الله بن سعيد بعلاية سمائل ثم انتقل بعد ذلك إلى وادي محرم وعاش فيه حتى بويع بالإمامة، ولا يزال منزله قائماً حتى الآن بوادي محرم.
وأما عن نشأة الإمام العلمية فقد كان جده وزيراً لإمامة عزان بن قيس، وكان من أهل الحل والعقد، كما أنه ألف عددا من الكتب، وكان والده عالماً جليلاً كثير الاطلاع على فنون العلم، كثير قيام الليل، وهو الأمير في وادي سمائل وتولى شؤون قبيلة بني رواحة. بالإضافة إلى أنه تأثر في نشأته بعمه الشيخ أحمد، الذي كان عليه مدار الفتيا والقضاء بوادي سمائل، كما أن له أجوبة مسائل نظماً ونثراً. كان يأمر بالمعروف وينهى عن المنكر، ولا يُرد أمره.
ويتصل نسب أسرة الإمام محمد الخليلي بالإمام الخليل بن شاذان بن الصلت بن مالك، ومن ذلك يتضح أن الإمام محمد بن عبد الله قد نشأ في أسرة علمية وتولت مناصب في عهد الأئمة، كما كانت لآبائه الرئاسة على بني رواحة ومن تبعهم من قبائل عمان.
كل هذه العوامل وغيرها أسهمت في نشأة الإمام الخليلي نشأة طيبة قادرة على قيادة الأمة الإسلامية واتضح ذلك جلياً في إمامته لأهل عمان.

## مبايعته
بويع الإمام محمد بن عبد الله الخليلي في يوم الجمعة 13 من شهر ذي القعدة سنة 1338 هجرية، حيث اجتمع العلماء والأعيان ومشايخ القبائل وأهل الحل والعقد بجامع نزوى وأجمعوا على مبايعته، وذلك بعد استشهاد الإمام سالم بن راشد الخروصي ب3 أيام، وقد امتنع في بادئ الأمر عن قبول أمرهم لكن إصرارهم على مبايعته بالإمامة قبل تولي أمر المسلمين، ويتضح ذلك في أنه لم يأخذوا عليه عهدًا ولا شرطًا، كما أنه حظي بالثقة المطلقة وكان أعلم الجماعة معه بينما كان على رأس المبايعين رئيس القضاة أبو مالك عامر بن خميس المالكي (أحد العاقدين على الإمام سالم بن راشد الخروصي)، ثم الشيخ ماجد بن خميس العبري (أدرك الإمامين عزان بن قيس وسالم بن راشد وبايعهم وعمل لهم)، ثم الشيخ أبو زيد عبد الله بن محمد بن رزيق الريامي، ثم بقية العلماء والقضاة ثم الأمراء والرؤساء ثم الخاصة ثم العامة، وبعد أن انتهت البيعة قام الشيخ أبو مالك فخطب في الناس خطبة العقد، ثم قام أبو زيد فخطب في العسكر، وبعد انتهاء الخطبتين انفض المجلس ودخل الإمام دار الإمامة حيث فتحت له الأبواب واستبشر الناس بهذا الإمام، وكعادة تولي الأئمة المسلمين الإمارة يقومون بإلقاء الخطب بعد المبايعة.

## إدارة الدولة
«كان الإمام من زهاد زمانه، لم يعهد منه التوسع والتنعم في المطاعم ولا في الملابس. يقيم الأشهر العديدة في الحصون بلا أهل، يفترش ذراعة في كوة من كوى الحصن ينام عليها وفيها فراشه الذي اتخذه لدابته إذا ركبها، ويأكل ويلبس كواحد من رعيته غير ممتاز عنهم بشيء إثارا للآخرة على الدنيا مع أنه من أهل المال والثروة قد رزقه الله من المال ما يكفيه وعائلته فظلف عنه وانقطع في دولة المسلمين والقيام بشؤونهم، لا يأخذ من بيت مالهم شيئا إلا وقد عوضه أضعافه من ماله، يحمل الكل ويغيث الملهوف، وينهى عن المنكر ويأمر بالمعروف، ويحل المشكلات ويكشف المعضلات، فهو قدوة المسلمين في الدنيا والدين، يعترف له بذلك كل من شاهده» 
قد سرت فينا سيرة عمرية *** يعلو لها في الخافقين سناء
ونشرت أعلام الديانة والهدى *** لولاك لم يرفع لذاك لواء
وكسرت شوكة كل باغ غاشم *** فتصاغرت من بأسك العظماء
يا أيها القطب الخليلي الذي *** شهدت له العلماء والبلغاء
أنت الغياث لملتج ولمرتج *** ولمجتد قد مسه الإعفاء
زار روبرت جيران لاندن الإمام بنفسه، وكتب كتابا جاء في وصف إدارة الدولة:
"كان الإمام في ال35 عند انتخابه إماما، وكان الشيخ عيسى بن صالح الحارثي يمثل الشخصية العسكرية والسياسية والدبلوماسية القيادية في الإمامة.
وكانت إدارة شؤون الدولة في عهد الإمام الخليلي تسير بطريقة خالية من التعقيدات والمظاهر ولكنها فعالة، وكان يدير الدولة الإباضية من حصن نزوى، وكان يجلس على الأرض فوق سجادة وإلى جانبه رجال الدولة لأن الجلوس على الكراسي في نظر المحافظين تقليد خاص بالملوك.
ويحتفظ الإمام بسجلاته في دفاتر خاصة وتقع خزينة الدولة في أحد بيوت العاصمة.
ويساعد الإمام في عمله مجموعة من القضاة الشرعيين إلى جانب رجال الدولة المسؤولين مباشرة أمامه، وتشكل الزكاة المصدر الرئيسي لدخل الدولة في ذلك الوقت، هذا إلى جانب بعض الأموال التي تقتطع من الدخول الخاصة لبعض الزعماء وتستغل للمصلحة العامة.
وعلى الرغم من أن المسؤولية العسكرية تنحصر في القوات القبلية من المشاة، يحتفظ الإمام بفرقة عسكرية خاصة من 400 إلى 500 رجلا ترابط باستمرار في مقر الإمام وهي تحت تصرفه.
وللإمامة علمها الخاص المكون من أرضية بيضاء يعلوها سيف تحته عبارة: «نصر من الله وفتح قريب».
هذا، ويقول جورج ونس: «كان يمكن لأي شخص أن يصل إلى مجلس الإمام ويدخل عليه بدون حواجب أو تعقيد أو عراقيل».

## مناطق النفوذ
مملكة عمان المشتملة على إمامة وسلطنة يحدها على سبيل التقريب من الشمال والشرق والجنوب البحر، ومن الغرب الربع الخالي وتمتد جنوبا إلى مملكة حضرموت وشمالا إلى حدود قطر المجاورة للبحرين.
نفوذ السلطان:
ظفار المجاورة لحضرموت وصور وجعلان وقريات ومسقط ومطرح والسيب وبركاء والسويق والمصنعة والخابورة وصحار وشناص ولوى والفجيرة وخصب والشارقة ودبي وأبو ظبي وقطر وغيرها، أيضا جوادر على ساحل بلوجستان.
نفوذ الإمامة:
منطقة الداخل تمتد في مقابلة الساحل (يكتنفها الربع الخالي من جهة الجنوب الغربي والشمالي)، وأشهر مدنها سمائل ونخل والمعاول والرستاق وإزكي ونزوى وبهلا والحمراء والمضيبي وسمد ومنح والمنترب وإبرا وعبري وينقل والبريمي وتنوف والجبل الأخضر وغيرها.

## ولاته وقضاته
- نبهان بن سيف بن سالم المعمري، تولى العديد من الوظائف في دولة الإمام فكان جابيا للزكاة من بعض المناطق في الداخلية والشرقية والظاهرة.
- الشيخ جابر بن علي بن حمود المسكري: عندما ناهز الشيخ العشرين عاما انتقل إلى نزوى حيث انضم إلى مدرسة الإمام محمد بن عبد الله الخليلي ثم عينه الإمام بناء على طلب أهل الولاية مدرسا ب إبراء حيث درس القرآن والفقه والنحو، وفي عام 1950 تقريبا سافر إلى زنجبار ووضع عصا الترحال بالجزيرة الخضراء، حيث طلب الرزق بطريق الزراعة إلى جانب تدريس العلم، ورفض تولي منصب القضاء هناك.
وبعد عشر سنوات تقريبا عاد إلى عمان، وفي عام 1963م، وبناءً على أوامر من السلطان سعيد بن تيمور كلف بتولي منصب القضاء.
- الشيخ خالد بن مهنا البطاشي: في شهر محرم من عام 1359 هـ شد الرحال إلى مدينة نزوى التي كانت تغص بالعلماء والفقهاء ورجال الفضل، فتولى العمل في القضاء في عام 1370 هـ حيث عين واليا وقاضيا بولاية دماء والطائيين ثم في ولاية سمائل عام 1372 هـ ثم ولاية بدبد واليا وقاضيا عام 1374 هـ، ثم استقر به المقام في ولاية إبراء قاضيا في عام 1376 هـ.
- الشيخ محمد بن شامس البطاشي: في سنة 1956م ذهب الشيخ إلى نزوى لمواصلة الدرس وقد همَّ الإمام الخليلي أن يوليه القضاء، لكنه رجع إلى الوطن وتقلد قضاء قريات وما لبث إلا أشهراً حتى رجع إلى نزوى فولاه الإمام الخليلي قضاء حمراء العبريين، ولم يلبث إلا يسيرا، ثم نقله إلى بدبد ووادي سمائل وذلك في أوائل سنة 61 هجرية.
- الشيخ سعود بن سليمان الكندي: أخذ الشيخ من عند الإمام علوم الفقه والشريعة الإسلامية. ولاه الإمام محمد على إزكي عام 1361هـ، ثم نقله الإمام إلى بهلاء عام 1364 بعد وفاة الشيخ أبي زيد عبد الله بن محمد بن رزيق الريامي. وقد عُين قاضيا بمحكمة نزوى الشرعية في شهر جمادى من سنة 1388هـ.
- سفيان بن محمد بن عبدالله الراشدي: كان قاضيًا وفقيهًا للإمام الخليلي على عدّة ولايات (جعلان بني بو حسن، نزوى، سمائل، عبري)، كما اشتغل بالتدريس في المساجد وأفاد منه عدد من طلاب العلم، وغيرهم.

## مدرسة الإمام الخليلي
كان الإمام شديد الاهتمام بالعلم فقد أنشأ مدرسةً في أول وهلة من قيام الإمامة على يديه، أي بعد توليه زمام الأمور في البلاد سنة 1338هـ بعد استخلاف الإمام سالم بن راشد بجامع نزوى.
كان الإمام هو المشرف العام لهذه المدرسة، حيث يقوم بالإشراف على حلقات العلم ويعينه بعض المدرسين ذي الكفاءة العالية والذين اتصفوا بصفات جليلة منها:
- الإخلاص لله تعالى.
- القدوة الحسنة.
- معرفة نفسية الطالب وميوله.
- تحفيز الطلاب وترغيبهم في العلم.
وقد تخرج من هذه المدرسة الكثير من الطلبة الذين شهد لهم التاريخ بجهدهم في نشر العلم والدين في هذا الوطن.
إضافة لاهتمامه بتعليم الرجال، فقد أنشأ في حصن قلعة نزوى غرفة فاطمة لتعليم القرآن الكريم وأمور الدين للنساء حيث حظيت المرأة بنصيبها من التعليم في فترة الإمام.
القضاة الذين كانوا في عمان في زمانه وفي زمن السيد سعيد بن تيمور وفي بداية عهد السلطان قابوس هم من خريجي مدرسة الإمام الخليلي بنزوى.

## معاهدة السيب
في عهد الإمام سالم وتحديدا في ديسمبر 1913 كانت هناك مفاوضات بين مندوبه وبين مندوب السلطان فيصل بن تركي من إجل إقرار اتفاق، إلا أن الاتفاق رفض من قبل الإماميين بسبب اشتراط مندوب السلطان إلغاء القيود المفروضة على تجارة السلاح ورد حصن بدبد وسمائل الذين كانا واقعين تحت نفوذ الإمامة.
في يناير 1915 تم استهداف العاصمة مسقط من قبل الإماميين للإطاحة بحكم السلطان فيصل، إلا أن المحاولة باءت بالفشل.
على إثر هذا تلقى السلطان توجيهات من نائب ملكة الهند البريطانية بالتفاوض – مجددا - مع زعماء الإمامة في الداخل.
كان سبب مسارعة بريطانيا للصلح عدم ضمانها سقوط السلطنة في يد الإماميين من جديد؛ وذلك بسبب اشتغالها بالحرب العالمية، هذا بالإضافة إلى خشيتهم من دعوة الإمام سالم ل الجهاد في الهند وجزيرة العرب وشمال أفريقيا.
بعدها في شهر أغسطس 1915، رفض مندوبو الإمام التوقيع على اتفاق ثان بسبب اشتراط سحب قوات الإمام من منطقة سمائل الإستراتيجية، وفي 1915 حصلت هجمات متبادلة لجر الطرف الآخر على قبول شروطه.
هذا، ومن أجل الضغط على الإمامة تم رفع الرسوم من 5% إلى 25% على التمور و50% على الرمان، ثم في عام 1918 منعت حكومة مسقط خروج الأموال من البلاد.
بعد رفع الرسوم أرسلت بريطانيا برسالة تهديد إلى الإمام للمطالبة بالعودة إلى المفاوضات، جاء فيها: «بضعة آلاف منهم - أي الجنود التابعين لبريطانيا - كفيلون باحتلال كل عمان». بعدها قرر الميجر وينجيت Wingate القنصل والمقيم السياسي العام في مسقط بالتعاون مع ماك كولوم Mac Collum المعين كوزير من قبل السلطان تيمور تشديد الضغط الاقتصادي أكثر على الإمامة، لإرغامها على قبول شروطه، ومما يذكر هو نفسه عن الموضوع: «لقد بدا لي أن هناك طريقة واحدة لحمل العمانيين على التعقل. لقد كانوا مجبرين على تصدير تمورهم كي يعيشوا. فإذا أمكن جعل تصدير تمورهم مستحيلاً تقريباً - أو على الأقل - مكلفاً جداً ولم يستطيعوا الرد، فربما يتغير موقفهم وينفتحوا على مناقشة تسوية معقولة».
وهكذا تم رفع الرسوم على التمور الواردة من أراضي الإمامة بمعدل 50%، وهو معدل لم تبلغه سابقا.
بعدها، قبل الإمام الخليلي بالمفاوضات، وأرسل نفس المندوب في المحادثات السابقة.
كان ممثل الإمام الأمير عيسى بن صالح الحارثي، وكان مفوض السلطان تيمور بن فيصل المستر وينجيت wingate بحضور الشيخ سعيد بن ناصر الكندي وسيطا بين الجانبين، حيث كان يحظى بثقة الإمام وتقدير السلطان، والمعاهدة نصت على البنود التالية:
1.أن يكون كل وارد من عمان من جميع الأجناس إلى مسقط ومطرح وصور وسائر بلدان الساحل لا يؤخذ منه زيادة عن خمسة بالمائة.
2. أن يكون لجميع العمانيين الأمن والحرية في جميع بلدان الساحل.
3. جميع التحجيرات على جميع الداخلين والخارجين في مسقط ومطرح وجميع بلدان الساحل ترفع.
4. أن لا تأوي حكومة السلطان مذنبا يهرب من إنصاف العمانيين وأن ترجعه إليهم إذا طلبوه منها وأن لا تتداخل في داخليتهم.
وهذه الشروط المذكورة أعلاه لصالح الإمامة واعترافا باستقلالها التام، أما الشروط التي بصالح السلطان فهي:
1. كل القبائل والمشايخ يكونون بالأمن والصلح مع حكومة السلطان، وأن لا يهاجموا بلاد الساحل ولا يتداخلوا في حكومته.
2. كل المسافرين إلى عمان في مشاغلهم الجائزة والأموال التجارية يكونون أحرارا ولا تكون تحجيرات على تجارتهم ولهم الأمن.
3. كل محدث ومذنب يهرب إليهم يطردونه ولا يأوونه.
4. أن تكون دعاوى التجار وغيرهم من العمانيين تسمع وتفصل على موجب ما هو الإنصاف بالحكم الشرعي.
حرر هذا في بلدة السيب يوم 11 من شهر محرم 1339هـ، الموافق 25 سبتمبر 1920م، ثم وقع عيسى بن صالح بيده وكذلك الميجر وينجت.
في نص الاتفاق كان وينغت حريصا على ألا تستعمل كلمة «إمام»؛ وهذا حتى لا يعطي اعترافا صريحًا بالإمامة. لكن على الرغم من هذا، تمت المصادقة على المعاهدة في نهاية المطاف من جانب السلطان والإمام، وهو ما يثبت استقلال الطرفين: السلطنة والإمامة.
وقد حافظ الطرفان على بنود المعاهدة مدة طويلة، حيث ارتأى الإمام الخليلي الابتعاد عن الإنكليز ومؤامراتهم والانصراف إلى تقوية الجبهة الداخلية، أما الإنكليز فقد حافظوا عليها بسبب إنهاك دولتهم في الحرب العالمية الأولى والثانية، وأما السلطان فقد حافظ عليها لعجزه للتصدي للعمانيين منفردًا دون مساعدة حليفه الأكبر بريطانيا.

## علاقة الإمام بالسلطان
نهج الإمام سياسة عدم الصدام مع السلطان طوال فترة حكمه، بل وصل تطبيق هذه السياسة في بعض القضايا إلى التفاهم والتنسيق بين السلطتين في كل من مسقط ونزوى كقضية البريمي وتعيين الولاة والقضاة في عدد من البلدان
عندما كان الشيخ  إبراهيم العبري رئيسا للمحكمة الشرعية ومحكمة الاستئناف بمسقط، طلب الإمام الخليلي تعيينه واليا على عبري، فاشترط موافقة السلطان سعيد ذلك، وأن يكون راتبه ورواتب مساعديه وما يحتاجه الوالي من نفقات ومعدات تأتي من طرف السلطان، فأرسل الإمام بذلك إلى السلطان فجاءت الموافقة على التعيين وعلى تحمل دفع النفقات والمعدات" 

## طلب الإقالة
بعد رجوع الإمام من عبري وبسبب عدم تحقيق الهدف الذي سعى إليه من حملته على الظاهرة – وهو ضمها إلى سلطة الإمامة -، اجتمع بكبار العلماء وقدم إليهم طلب الإقالة من منصب الإمامة ليختاروا غيره، فلم يوافقوا على طلبه" 

## أخلاقه
- قال قسيس أمريكي للشيخ أحمد الخليلي إن الطبيب تومس حدثهم بأن الإمام الخليلي كان يمثل خلق إبراهيم عليه السلام الذي جاء بقلب سليم.
- روى أبو سرور حميد بن عبد الله الجامعي أن الإمام محمد بن عبد الله الخليلي في سمائل عندما لا يجده طالبوه في منزله أو مسجده في قرية سُحراء فإنهم يجدونه في منزل صاحبه حميد بن سرور الجامعي في قرية القرواشية، وقد تشرف جدنا حميد بلقب أقمار سمائل هو وآخرَين: الأب أحمد بن راشد البرومي والأب ناصر بن سالم الخيالي، ومن بره بأصحابه أنه بعد وفاة تلميذه عبد الله بن حميد بن سرور الجامعي كان يبعث بثلاثة قروش إلى زُهرة بنت جمعة الغطريفية لتنفق على ابنها حميد بن عبد الله الجامعي. جزاهم الله عنا خيرا ورحمهم أجمعين.
- جيء ذات يوم بكيس نقود من الرستاق، فترك الإمام الخليلي الكيس تحت ركبته، فقام بعض الحاضرين وقال: أيها الإمام إن لي على الدولة كذا وكذا فأعطاه من الكيس ما قال، ثم قام الثاني فأعطاه والثالث والرابع، حتى قارب المال على النفاد من الكيس، ولم يبق إلا ثلاثة قروش قبض عليها، وأبقى الكيس فارغا، وقام ليدخل الحصن فتبعه بعض المشايخ فقبض على يديه قبل أن يدخل من الباب، وابتز من يده الثلاثة قروش بالقوة والإمام يقول هذه لأهلنا متحاجون إليها لبيتنا، وذلك الشيخ يقول أنا محتاج إليها أيضًا، وكاد الإمام يسقط لولا أنه اتكأ على الجدار مستعينا به عن السقوط على الأرض فأخرجها من يده والإمام يبتسم، ودخل بيته ولم يكن عنده قرش واحد.
- يروى أن الإمام الخليلي عندما كان مارا على سمائل ومتجها إلى نزوى رأى في سمائل بستانا من النخيل فأعجبته نخلة من ذلك البستان وكانت فرضا فسأله: لمن هذه النخلة؟ فقيل له: إن هذه النخلة والبستان ملك لك وقد ورثته عن أبيك، وكان الإمام لا يعلم بذلك، فما كان من الإمام إلا أن أمر ببيع البستان كله ووضع أمواله في بيت مال المسلمين.
- يذكر أن الإمام محمد بن عبد الله الخليلي كان أغنى أهل عمان ثروة من المال ورثها عن أبيه فيما يقال يزيد من 400 ألف قرش فضة يساوي 800 ألف دولار، أنفق هذه الثروة في أمور دولته عملا بقوله تعالى: (وما تقدموا لأنفسكم من خير تجدوه عند الله هو خيرا وأعظم أجرا).
- في أيام الغلا في عمان صار الأرز مفقودا والناس أكثر ما يأكلون التمر أو السمك أو اللحم وذلك أيام الحرب العالمية الثانية والإمام لا يأكل إلا مثل ما يأكل العسكر والضيوف لا يزيد عليهم بشيء ولو خلا في بيته، وكانت زوجته امرأة ثرية فاشترت من مالها كيس أرز أخفتها عن الأنظار وطبخت له ذات يوم منها فقربته إليه، فقال الإمام: من أين لكم هذا؟ قالت اشتريته من مالي شفقة عليك؛ لأني أخشى عليك من هذا الأكل الذي تأكله مع سائر الناس، فأحببت أن أزيدك، فقال: كلا، لا أزيد عليهم بشيء لا آكل إلا ما يأكله العامة. لا حاجة لي به، احمليه أو أطعمي به الجميع، قالت: فما دخل بطوننا شيء غير الموجود للعامة حتى فرج الله وارتفع الغلاء وعاد الناس إلى ما كانوا عليه.
واشتهى يوما الأكل في بيته فلما حضر عف عنه وقال: لا أحب أن أعطي نفسي ما تشتهي.
- من تواضع الإمام الخليلي ولطفه بالرعية ما رواه عنه من صحِبَه إلى منطقة عبري قائلا: كنا نسير مع الجيش خلف الإمام مشيا على الأقدام، وكان الإمام راكبا فرسه، وبعد فترة رأينا الإمام يترك فرسه ويمشي معنا، وأمر واحدا من الجند أن يركب الفرس، فبقي الإمام يمشي معنا مسافة طويلة.
- يروى عن الإمام الخليلي أنه لا يعتد بنفسه ولا يتعالى بعلمه ففي يوم من الأيام جاءه أحد تلاميذه يسأله عن الجمع بين الأختين المملوكتين فقال: اختلف فيها ابن عباس وجابر بن زيد فواحد أجازه اعتمادا على قوله تعالى: (أَوْ مَا مَلَكَتْ أَيْمَانُكُمْ) ومنعه الآخر اعتمادا على قوله تعالى: (وَأَنْ تَجْمَعُوا بَيْنَ الْأُخْتَيْنِ إِلَّا مَا قَدْ سَلَفَ). قال سائله: فما ترجح أنت؟ قال: أقول لك اختلف فيها ابن عباس وجابر بن زيد، فما عسى أن يكون قول محمد مع هذين الحبرين؟! ولم يجبه بغير هذا.

## فقهه
- كان الإمام يصافح النساء لكن مع حائل، وإذا خاطبته امرأة وقد ظهر شيء من شعرها فإنه يشير إليه بعصاه لتنبيهها دون أن يتكلم 
- عندما جاء الطبيب الأمريكي لعلاج الإمام وصلت زوجته مع زوجها إلى نزوى وهي من رأسها إلى قدميها محتشمة، وكانت تلبس جلبابا فضفاضا 
- انتقد الإمام أنه يحابي الأغنياء والأكابر بالأعطيات، فأجاب «أما قولك أنا نعطي الأغنياء والأكابر فنعطيهم والقصد إما جلب خير أو دفع شر، ولنا في النبي صلى الله عليه وسلم أسوة، حيث أعطى صفوان بن أمية ملء واد نعما، وأعطى رجالا ومنع من هو خير منهم اتكالا على دينهم، وقد قال عمر بن عبد العزيز: ما أحيينا سنة إلا ببذل أموال» 

## كراماته
- يروى عن الإمام محمد أنه عندما أقام في بدية حل جراد عظيم فأكل حرثهم وأشجارهم ونخيلهم، فجاء رجل من أهلها فأخبر الإمام الخليلي عن أمر الجراد الذي أهلك الحرث والثمار، فدعا الإمام الخليلي ربه تعالى أن يخلص أهل بدية من الجراد، وكان دعاؤه وقت الظهيرة، ولما جاء وقت العصر لم يبق من الجراد شيء.
- ابتلي الإمام الخليلي بنقصان في بصره لكثرة صيامه وتقشفه في المعيشة فبقي خمسة أشهر ضعيف البصر فاحتاج إلى علاج الطبيب، فأرسل إلى الطبيب (تومس) الأمريكي من مسقط، فلبى الدعوة، فعالج الإمام فأبصر من إحدى عينيه، وفي أثناء قيام الطبيب مع الإمام طلب منه أن يأخذ له صورة تذكارية، فقال الإمام: هذا لا يجوز عندنا، فقال الطبيب: أنا أتحمل المسؤولية إن كان لايجوز، فأنا الذي أفعل غير الجائز لا أنت، فقال الإمام: لكننا نعينك على المعصية، فتربص الطبيب له في مكان مشرف على باب الجامع. هيأ الآله وقعد عليها وقتا طويلا ينتظر خروج الإمام من الجامع، فلما كان خروجه إذا برجل مريض كله قروح تائه في ذلك المكان الذي فيه الطبيب فقفز هذا المريض بكل جهده وقوته فقبض على رقبة الطبيب وألقاه مستلقيا على قفاه، فتصارعا والطبيب مندهش من هذا الأمر، فلما قام المريض عنه إذا بالفرصة قد فاتته، فقد خرج الإمام من الجامع فرجع الطبيب فارغ الحقيبة.

## عبادته
يذكر عن الإمام الخليلي أنه كان مضرب المثل في العبادة والنسك والتبتل، قال الشيخ موسى بن سالم الرواحي: وباعتباري أني من جملة خاصته فكثيرا ما كنت أدخل عليه في غرفته في الأوقات الحرجة وذلك عندما تدعو الضرورة لإحضاره وإخباره أن حادثا ما وقع أو جاء أحد لمقابلته في أمر لابد منه فأجده قائما يصلي، وكان يجهر بعض الشيء بالقرآن الكريم في صلاته.
على مرتقى الأملاك نسكك حائم *** نهارك صوم والليالي قائم
تمنى إليك السالكون دنوهم *** وهيهات لم تبلغ إليك القوادم
سراجك من نور العبد زيته *** من العلم والإخلاص بالشوق عارم
- يروى عن الإمام محمد بن عبد الله الخليلي أنه كان حريصا على الاقتداء بالرسول ﷺ فكان بعد صلاة الفجر يقرأ القرآن هو ومن يدرس عنده حتى تطلع الشمس، ثم يصلون صلاة الضحى، بعد ذلك يشربون اللبن ويأكلون التمر أو الرطب ثم ينطلق الإمام لرعاية أمر المسلمين.

## تطبيقه للشريعة
- يروى أن رجلا بلوجستاني قتل ابن عمه في عمان وهرب ثم ألقي عليه القبض، وبلغ الخبر إلى أولياء المقتولين في بلوجستان فحضروا وحوكم الجاني بين يدي الإمام وثبت عليه الجرم، ولم يقبل الأولياء الدية فأعدم رميا بالرصاص بحضور الإمام في سمائل.
- رجم الإمام الخليلي رجلا من أهل نزوى وسبب ذلك أن الرجل كان يمارس فاحشة اللواط وحاول أن يتوب ولكن غلبت عليه شهوته، فأتى الإمام وطلب منه أن يطهره مما وقع فيه بالرجم، فرجمه الخليلي بإقراره.
- جاء في إحدى رسائله: "وخذ من الناس الزكوات التي ألزمها الله عليهم من زكاة الثمار والنقود والحيوان، فإنها لكم قوة ولهم نمو وطهارة، وقوموا لله من النصح لهم وتعليمهم وأمرهم بالمعروف ونهيهم عن المنكر وقوموهم إذا لم يستجيبوا لكم في أمر الزكوات فإن الناس يصعب عليهم الحق وإن كان مرجع الصلاح إليهم 

## وفاته واستخلاف غالب الهنائي
عند بداية ضعف الإمام الخليلي في آخر سنوات إمامته؛ بسبب مرضه وكبره، ارتأى بعض العلماء أن يعملوا بسنة الخليفة عمر بن الخطاب، لإيجاد من يخلف الخليفة قبل وفاته، وهكذا بدؤوا بالبحث عن الشخصيات القادرة على تحمل المسؤولية، والتي تتصف وتتسم بالشروط والصفات اللازمة وجودها في الإمام. وقد ظهرت في تلك الفترة 4 شخصيات وهي: عبد الله بن سالم الخروصي (والي نخل، والابن الثاني للإمام الخروصي، ويبلغ من العمر 30 عاما)، وسيف بن راشد المعولي (كان قاضيا لدى الإمام الخليلي، 35 عاما)، وأحمد بن ناصر السعيدي، (كان والي بدبد، وعمره 40 عاما)، وغالب بن علي الهنائي (كان قاضيا مع أبيه والي الرستاق، وعمره 35 عاما). وفي نهاية الحال استقر رأي الخليلي والعلماء على تولية غالب إماماً لما رآه فيه من قوة في دينه وعدل في أمانته.
«هذا ما أقوله وأنا إمام المسلمين محمد بن عبد الله: أني قد رجعت عن استخلاف الولد عبد الله بن الإمام سالم لأني قد رأيت فيه ضعفا وإحراضا وذلك مخالف للمقصود من أمر الخلافة، لأن أمرها متين كما قال عز وجل (إِنَّ خَيْرَ مَنِ اسْتَأْجَرْتَ الْقَوِيُّ الْأَمِينُ)، وإني قد نظرت في أمر المسلمين مجتهدا لله وللمسلمين، ورأيت غالب بن علي هو القوي في دينه والعدل في أمانته، فجعلته الخليفة على أمر المسلمين من بعدي مقتديا في الاستخلاف بأبي بكر الصديق وعمر بن الخطاب...» 
بعد إبلاغ الشيخ الهنائي بأنه الإمام المستقبلي، انتقل من عمله السابق، وهو القضاء في الرستاق إلى مساعدة الإمام في تسيير أمور الدولة ومراقبة المعاملات وغيرها من الأمور.
بعد وفاة الإمام الخليلي في نهار 29 من شهر شعبان لسنة 1373 هـ الموافق 1955م، وقبل دفن الإمام كالعادة، جُمع الناس وخُطب فيهم بتولية الشيخ غالب بن علي بن هلال الهنائي إماما.
استمرت إمامة الخليلي 35 سنة تقريبا، ولما توفي أمر الملك فيصل بن عبدالله أن يصلى عليه صلاة الغائب في الحرم المكي والحرم المدني، وفي المغرب العربي صلي عليه أيضا.
دفن الإمام بنزوى بجوار الإمامين سلطان بن سيف اليعربي وناصر بن مرشد اليعربي.

## وصلات خارجية
التعليم بجامع نزوى زمن الإمام محمد الخليلي، لقاء مع حمود بن محمد الكندي:
https://www.youtube.com/watch?v=qTHfmbUrPd8